# Листнер, Ронни
Ронни Листнер (нем. Ronny Listner; род. 20 июля 1979, Карл-Маркс-Штадт) — немецкий бобслеист, разгоняющий, выступает за сборную Германии с 2000 года. Участник зимних Олимпийских игр 2010 года в Ванкувере, неоднократный призёр на различных этапах Кубка мира, обладатель бронзовой медали чемпионата мира.

## Биография
Ронни Листнер родился 20 июля 1978 года в городе Хемниц, земля Саксония, с детства полюбил спорт, занимался лёгкой атлетикой. Вскоре увлёкся бобслеем, начал соревноваться на профессиональном уровне и, показав неплохие результаты, был взят разгоняющим в национальную команду Германии. В 2003 году стал чемпионом мира среди юниоров, а на взрослом мировом первенстве 2008 года в Альтенберге завоевал бронзовую медаль в зачёте четвёрок.
Благодаря удачным выступлениям на молодёжном и взрослом поприще удостоился права защищать честь страны на Олимпийских играх 2010 года в Ванкувере, там в составе команды пилота Томаса Флоршюца боролся за призовые места в программе четырёхместных экипажей, но по итогам всех заездов оказался лишь на четвёртой позиции. Помимо занятий бобслеем является также офицером на службе в Федеральной полиции Германии.